# Ugo Cerletti
Ugo Cerletti (26 de setembro de 1877 - 25 de julho de 1963) foi um neurologista italiano que descobriu o método da eletroconvulsoterapia na psiquiatria.

## Vida
Ele nasceu em Conegliano, na região de Vêneto, Itália, em 26 de setembro de 1877. Ele estudou medicina em Roma e em Turim, posteriormente especializado em neurologia e neuropsiquiatria, estudando em Paris com Pierre Marie (1853-1940) e Ernest Dupré (1862-1921), em Munique com Emil Kraepelin (1856-1926) e Alois Alzheimer (1864-1915), e em Heidelberg, com Franz Nissl (1860-1919).